# Acanthopagrus bifasciatus
Acanthopagrus bifasciatus és un peix teleosti de la família dels espàrids i de l'ordre dels perciformes.

## Morfologia
Pot arribar als 50 cm de llargària total.

## Distribució geogràfica
Es troba a les costes occidentals de l'oceà Índic (des del Mar Roig i el Golf Pèrsic fins a KwaZulu-Natal -Sud-àfrica-).